# История Перу
История Перу состоит из двух этапов культурного развития: первый связан с племенами людей, пришедших в Анды примерно 11 000 лет назад и создавших к XV веку одно из крупнейших государств Земли, а второй начинается с прибытием в Южную Америку европейцев, покоривших древнюю империю, и продолжается до настоящего времени.

## Ранние цивилизации

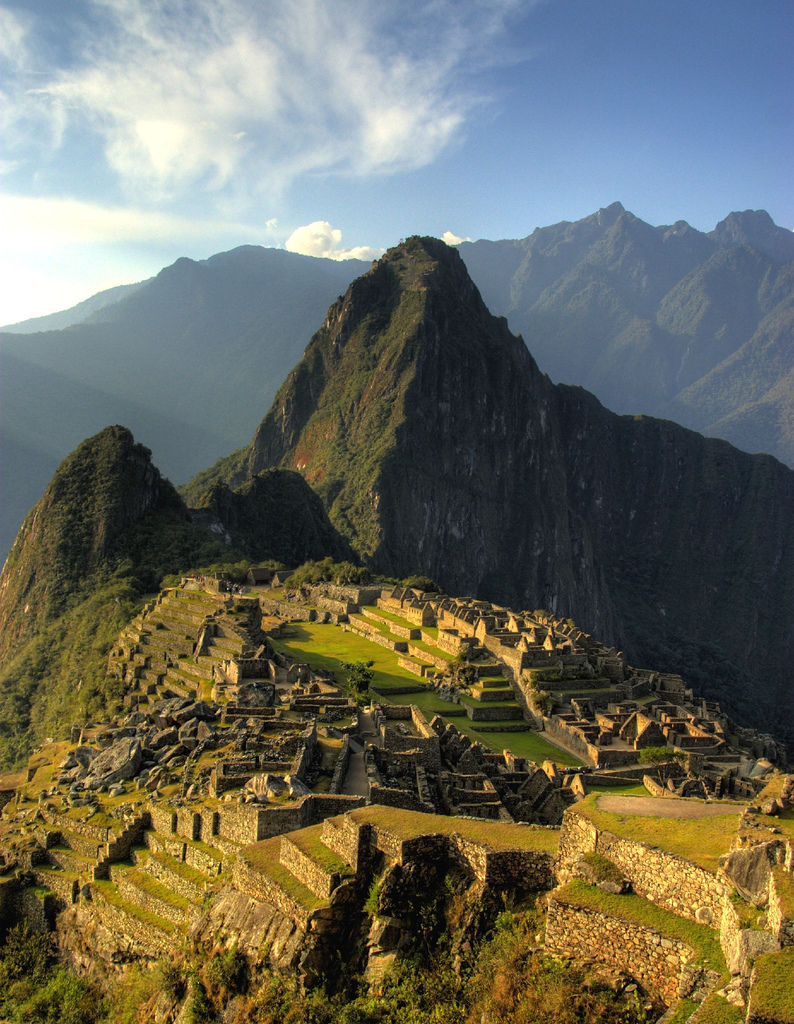
Древний город Мачу-Пикчу

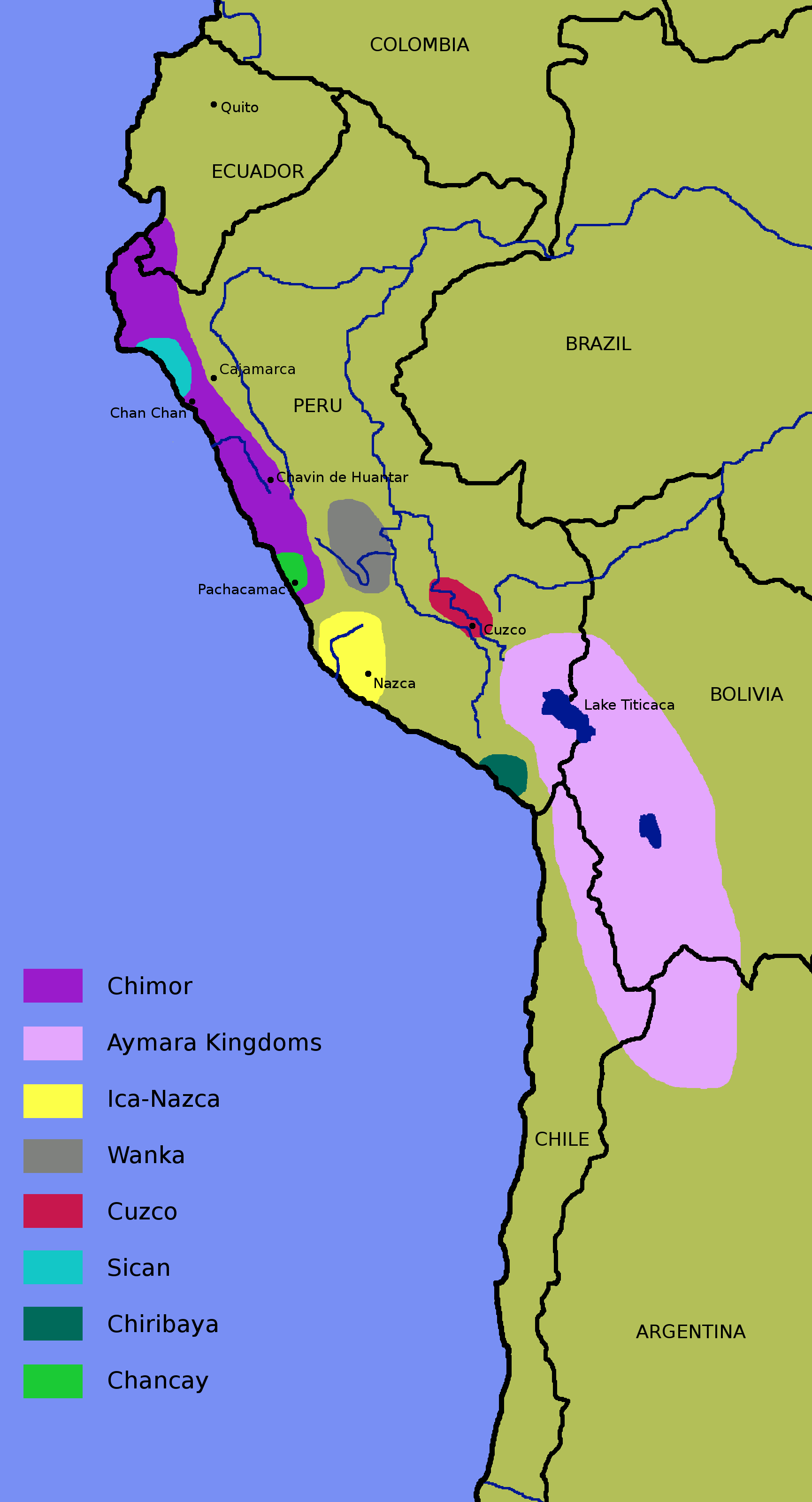
Андские культуры Южной Америки до инков, XIV век

Историки считают, что первые люди появились в Перу около 15 тыс. л. н. Это были кочующие охотники-собиратели, которые жили в пещерах. В Уака-Приета на севере Перу каменные орудия, кости животных и остатки растений датируются возрастом не менее 15 тыс. лет назад.
Женщину-охотницу (пол определили по пептидам на зубах), обнаруженную в высокогорье Анд, назвали Виламайя Патджкса индивид 6 (Wilamaya Patjxa individum 6) или WPI6. Её похоронили в возрасте 17—19 лет 9 тыс. л. н. с полусогнутыми ногами, а рядом с ней аккуратно положили коллекцию каменных инструментов (каменные наконечники для рубки крупных животных, нож и орудия для потрошения, соскабливания или дубления шкур), кости крупных млекопитающих и копьеметалку. В 2018 году в Виламайя Патджкса обнаружили шесть захоронений, а в 2019 году были найдены и другие захоронения.
Исследование ДНК 92 образцов из древних могильников тихоокеанского побережья и горных районов Перу, Боливии и Северного Чили, а также из Аргентины и Мексики возрастом от 500 до 8600 лет показало наличие митохондриальных гаплогрупп A2, B2, D1, C1b, C1c, C1d, характерных и для современных индейцев. Не был выявлен у них субклад D4h3a, встречающийся у современных индейцев тихоокеанского побережья Южной и Северной Америки. A2 определили у представителя культуры Чинчорро (мумия «Хуанита» (en:Mummy Juanita), найденная в леднике в высокогорной части Перу), жившего 550 лет назад и в образцах из Huaca Pucllana, Pasamayo и Lauricocha. B2 и B2b выявлены в Huaca Pucllana, Pueblo Viejo, Pasamayo и Lauricocha, D* и D1 определили в Huaca Pucllana, D1 в Pasamayo и Pueblo Viejo.
Y-хромосомную гаплогруппу Q1a2a1b-CTS1780 (ISOGG 2016) или Q1b1a2-Z780 (ISOGG 2018) определили у образца LAU1 (8610 лет до настоящего времени (6780-6570 лет до н. э.) из провинции Лаурикоча.
Митохондриальные гаплогруппы C1b и C1c определены у образцов из La Galgada, Highlands (ок. 4,1 тыс. л. н.).
Последующие столетия до нашей эры перуанскую землю заселяли народы, создавшие могущественные цивилизации и построившие памятники архитектуры, которые сохранились до наших дней.
Наиболее развитыми культурами на территории нынешнего Перу были: культуры Чавин в районе Кальехон-де-Уайлас, расцвет которой приходится на 800—300 годы до н. э., Наска и Паракас в южной части перуанского побережья (около 500—200 годов н. э.); Мочика и Чиму на севере (около 300—1400 годов н. э.), Тиауанако на берегах озера Титикака (расцвет которых относится к XI веку). В XII веке племя инков поселилось в районе Куско.
В течение последующих веков инки покоряли соседние племена один за другим, и к XV веку завладели землями от современной южной Колумбии до центрального Чили, составившими империю Тауантинсуйу, что в переводе означает «четыре соединённые между собой стороны света». Такое название связано с тем, что страна делилась на четыре провинции: Кунтинсуйу (кечуа Kunti Suyu), Кольясуйу (кечуа Qulla Suyu), Антисуйу (кечуа Anti Suyu) и Чинчасуйу (кечуа Chinchay suyu). Кроме того, из Куско (кечуа Qusqu) в четыре стороны выходили четыре дороги, и каждая из них именовалась по названию той части империи, в которую она вела.
Митохондриальная гаплогруппа D1 определена у образца I1742 (880 л. н.) из перуанского Tranca (Laramate, Highlands). C1b и C1c определены у образцов из Huayuncalla, Laramate, Highlands (ок. 830 л. н.).

## Испанское завоевание

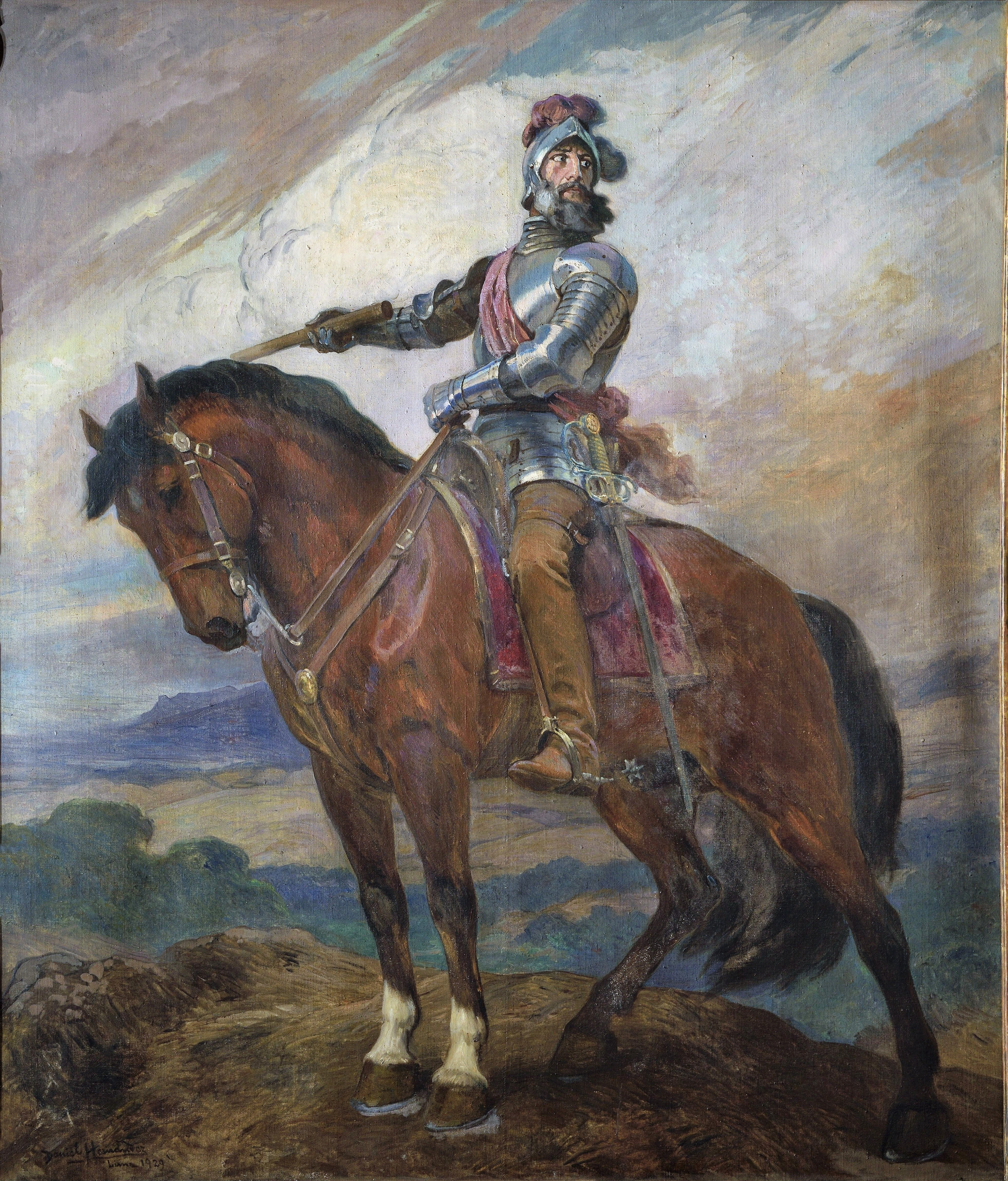
Франсиско Писарро

В 1532 году испанец Франсиско Писарро вместе со своим отрядом высадился на территории Перу. Империя была сильно ослаблена только что закончившейся и войной между претендентами на трон инков: Уаскаром и Атауальпой. Из-за внутренних междоусобиц инки были ослаблены и не смогли защитить большую часть своей империи. Также народ Перу испытывал страх перед испанскими пушками, ведь до этого люди не встречались с каким-либо огнестрельным оружием.
Испанцы назначили переговоры Атауальпе в Кахамарке. 16 ноября 1532 года Атауальпа прибыл в указанное место, но был взят в плен, а вся его свита была убита. За свою свободу Атауальпа заплатил огромный выкуп, но всё же был убит испанцами в августе 1533 года. Испанские воины разрушили большинство оросительных сооружений и дорог, связывающих империю. Этот факт значительно ослабил инков. В ноябре 1533 года Куско пал, практически не оказывая сопротивления. Писсаро основал город Лиму в 1535 году и провозгласил его «городом королей».
Испанцы занесли в Перу множество инфекций, из-за которых погибла большая часть индейского населения. После победы испанцы начали между собой войну за раздел власти и добычи. В одном из таких междоусобных столкновений в 1541 году был убит и Франциско Писарро
Члены правящей династии инков скрылись в горах, где в течение сорока лет вели упорную борьбу с испанцами. В 1572 году последний правитель инков Тупак Амару был захвачен испанцами и казнён.

## В составе вице-королевства Перу
В 1542—1543 годах королём Испании Карлосом I были приняты Новые законы для создания централизованного управления и наведения порядка в завоёванных землях. В ноябре 1542 года было учреждено вице-королевство Перу, в состав которого вошла территория современного Перу, Лима стала центром испанского владычества в Южной Америке. В мае 1544 года в Лиму прибыл первый вице-король Бласко Нуньес Вела.
В 1551 году в Лиме был основан Университет Сан-Маркос, первый в Америке.
Индейцев жестоко эксплуатировали, но несмотря на это первое восстание произошло только в 1780 году под предводительством инка, принявшего имя Тупак Амару II. Восстание длилось до 1783 года и было подавлено испанцами, а Тупака Амару и тысячи его соратников жестоко пытали и вскоре казнили.

## Независимость

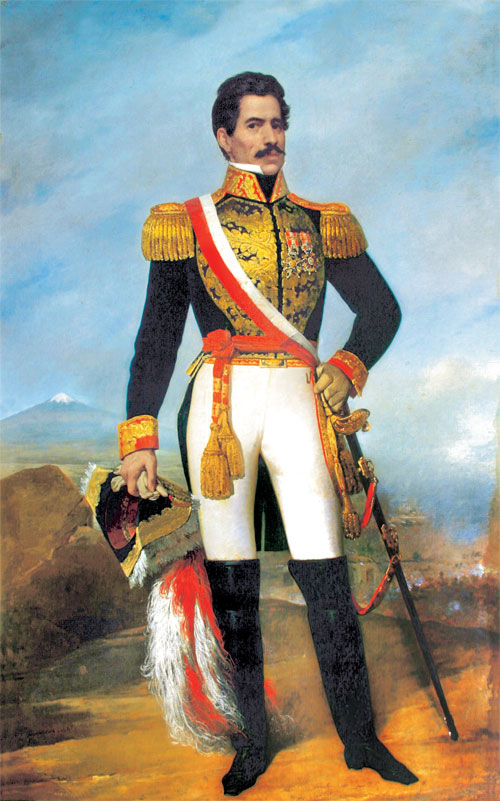
Рамон Кастилья

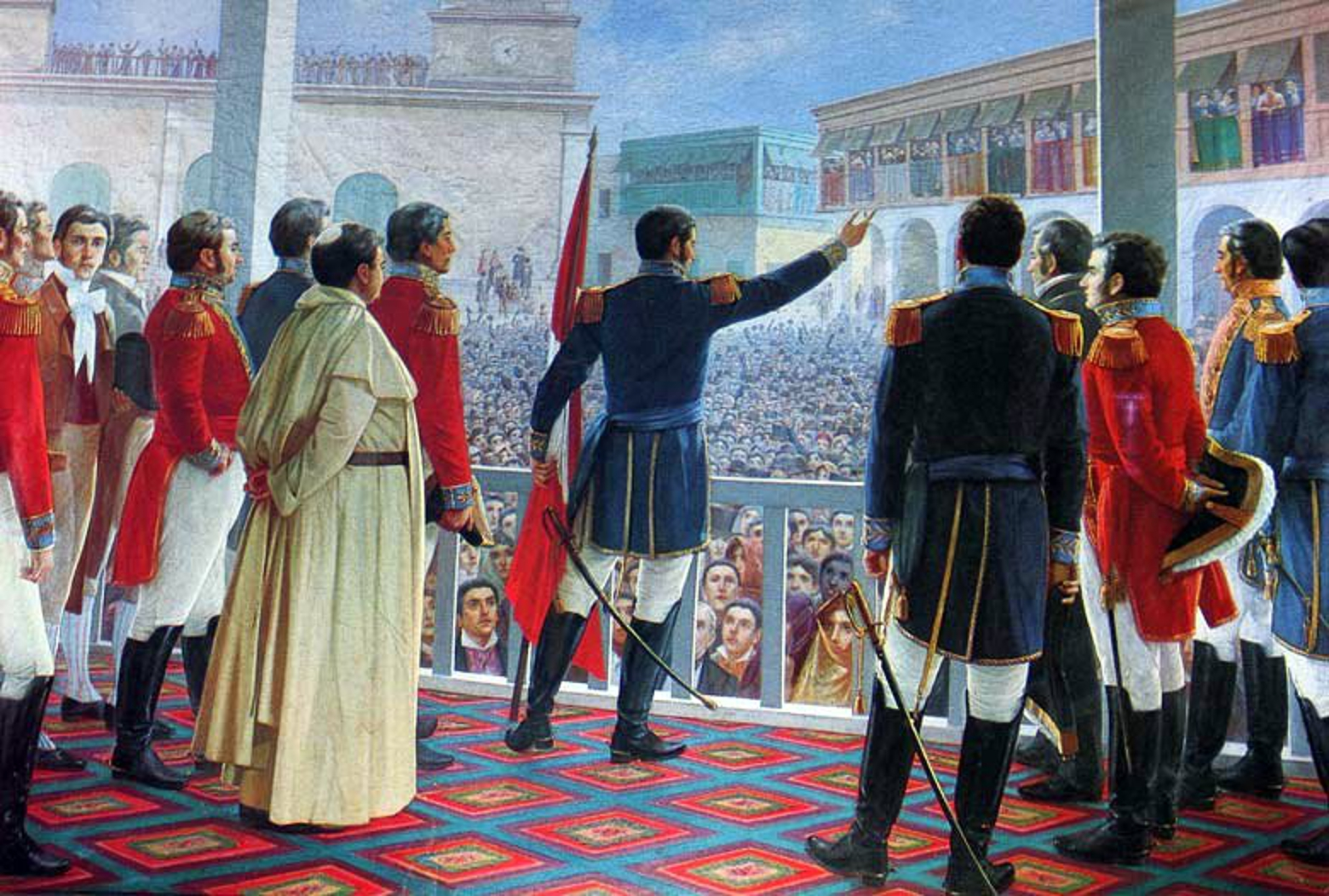
Хосе де Сан-Мартин провозглашает независимость Перу

В Перу было большое количество роялистов. Эта страна позже всех латиноамериканских стран добилась независимости c помощью армий, под предводительством генерала Хосе де Сан-Мартина, который вошёл в историю как освободитель Аргентины, Чили и Перу. Восстания индейцев и креолов в 1808—1815 годах жестоко подавлялись роялистами.
28 июля 1821 года генерал Хосе де Сан-Мартин провозгласил независимость Перу, высадившись в Южной Америке в сентябре 1820 года и захватив Лиму в 1821 году.
В июле 1822 года в Гуаякиле состоялись переговоры между Боливаром и Сан-Мартином. Командование было передано Боливару. 9 декабря 1824 года армия Боливара под командованием генерала Антонио Хосе де Сукре разгромила остатки испанских войск в битве при Аякучо, тем самым прекратив испанское правление в Южной Америке.
В 1822 году были приняты основные положения конституции. В стране вводилось централизованное правительство, провозглашался институт президентства и однопалатный законодательный орган. Конституция множество раз подвергалась изменениям, временные правительства и президенты долго не задерживались на посту. В 1835—1839 годах была образована конфедерация с Боливией. В 1835—1836 годах с ней вело войну Чили и одержало победу, после чего конфедерация распалась.
В 1841 году Агустин Гамарра, президент Перу, попытался аннексировать Боливию, что стоило ему жизни.
Во время двух периодов президентского правления Рамона Кастильи в Перу были периоды относительного спокойствия и перемирия (1845—1851 и 1854—1862 годы). Кастилья проводил важные реформы: отменил привилегии духовенства, освободил рабов-африканцев в 1854 году, отменив введённое в 1835 году рабство, отменил подушную повинность индейцев и поощрял иммиграцию, включая переселения из Китая. В Перу во второй половине XIX века прибыло около 100 000 китайских мигрантов, которых хоронили не на кладбищах для католиков, а в доинкских захоронениях. В 1860-х годах работорговцы доставили в Перу около 2000 полинезийцев. Развивались разработки залежей гуано и селитры, появилось телеграфное сообщение и было начато строительство одной из первых в Южной Америке железных дорог.
В 1855 году впервые прямым голосованием было избрано Учредительное собрание, которое в большинстве состояло из либералов. В 1856 году после долгих обсуждений была провозглашена новая конституция. Кастилья присягнул новой конституции, но в то же время считал, что она ограничивает полномочия президента. Конституция была изменена в 1860 году и действовала до 1920 года.

## Войны
После ухода Кастильи в стране воцарились общественные беспорядки, коррупция и рост государственного долга, которые продлились 10 лет. Во второй половине XIX века Перу было вовлечено в две войны. Первая тихоокеанская война 1864—1866 годов началась, когда Испания попыталась вернуть власть в Перу, которая на тот момент не могла выполнить свои финансовые обязательства. В 1879 году был подписан мирный договор, после того, как объединённые силы Перу, Чили, Эквадора и Боливии одержали победу над испанцами в ряде морских сражений. Испания наконец признала независимость Перу.
В 1872 году президентом был избран Мануэль Пардо, который сократил присутствие военных в правительстве, развернул общественные работы, способствовал подъёму образования и пытался стимулировать экономику. Однако после того, как в Германии открыли искусственные удобрения, они составили довольно серьёзную конкуренцию перуанскому гуано, торговля которым была одним из важнейших доходов страны. Эти события привели к ухудшению экономического положения в стране. В 1879 году, после трёхгодичного правления президента Мариано Игнасио Прадо, страна оказалась на грани банкротства. Вскоре между Чили и Боливией произошёл конфликт за месторождения селитры в Атакаме (Вторая тихоокеанская война). Перу оказалось на стороне Боливии, поскольку с 1873 года страны были связаны секретным военным договором. Однако Чили разгромило противников и войска заняли Лиму. В 1884 году был подписан мирный договор, на основе которого к Чили навсегда отошла южноперуанская провинция Тарапака с богатыми залежами селитры и на десять лет — провинции Такна и Арика с последующим решением их судьбы путём плебисцита. Спор об их принадлежности закончился только в 1929 году, после того, как провинция Такна была возвращена Перу, а Арика осталась за Чили.

## XX век

### Правление Аугусто Легии
Важный этап в истории Перу совпал с открытием Панамского канала (1914 год) и переменами в мире, в связи с началом Первой мировой войны. Аугусто Легии-и-Сальседо стал наиболее значимой фигурой в истории Перу XX века. Он был президентом страны в 1908—1912 и в 1919—1930 годах. Перуанские студенты начали политическую активность в связи с напряжённой обстановкой в стране, в связи с ходом Первой мировой войны, революциями в Мексике и России. В Мексике перуанские эмигранты создали Американский народно-революционный альянс (АПРА) — мощное реформистское движение, основную роль в котором играло студенчество. Они выступали против диктаторского режима Легии. В этой борьбе всё большее участие принимали индейцы и метисы. Легия занимал пост президента до 1930 года, когда в связи с разразившимся мировым кризисом не иссяк приток иностранных инвестиций. Он был снят со своего поста и заключён в тюрьму после военного переворота под предводительством полковника Луиса Санчеса Серро, который оставался у власти до 1933 года.

### Подъём реформистского движения
В 1931 году на выборах президента победил лидер АПРА В. Р. Айя де ла Торре, но Санчес Серро отказался признавать этот факт, это привело к забастовкам, массовым беспорядкам и уличным столкновениям. В 1932 году Санчес Серро попытался отвоевать у Колумбии городок Летисия, который отошёл от Перу по договору 1927 года. Санчес сделал такой шаг преднамеренно, пытаясь добиться народной поддержки своего режима. Но 30 апреля 1933 года Санчес Серро был убит. Территориальный спор разрешился в 1934 году на переговорах. Посредником была Бразилия, в итоге Летисия осталась за Колумбией.
Генерал Оскар Бенавидес стал следующим президентом Перу. Он пользовался такими же диктаторскими методами, что и его предшественники. В 1936 году на президентских выборах победили апритисты, но Бенавидес отказался признавать результаты выборов и продолжал править страной. В 1939 году благодаря поддержке Бенавидеса следующим президентом Перу стал Мануэль Прадо-и-Угартече.
В июле 1941 года пограничные столкновения переросли в перуано-эквадорскую войну. Страна не принимала участия во Второй мировой войне, но поставляла промышленное сырьё в США. 12 февраля 1945 года, накануне победы союзников, президент Прадо объявил войну Германии.
Перуанской апристской партии запретили выдвигать собственного кандидата, но она объединилась с другими либеральными партиями в Национально-демократический фронт, и на выборах 1945 года одержал победу кандидат Фронта, известный юрист Хосе Луис Бустаманте Риверо. Большинство мест в обеих палатах Конгресса были заняты кандидатами Фронта. Бустаманте отменил цензуру, восстановил гражданские права, освободил политических заключённых, принял меры по улучшению образования, развитию промышленности, поднял уровень минимальной заработной платы. Конгресс, состоявший в большинстве из сторонников партии АПРА, начал осуществлять долгосрочные планы экономического развития, реорганизации политической системы, а также осуществлять строительство тоннелей для подачи воды из притоков Амазонки для орошения засушливых прибрежных районов. После получения полномочий правительство Бустаманте из-за ряда трудностей вынуждено было осуществлять свою деятельность в режиме чрезвычайных полномочий.

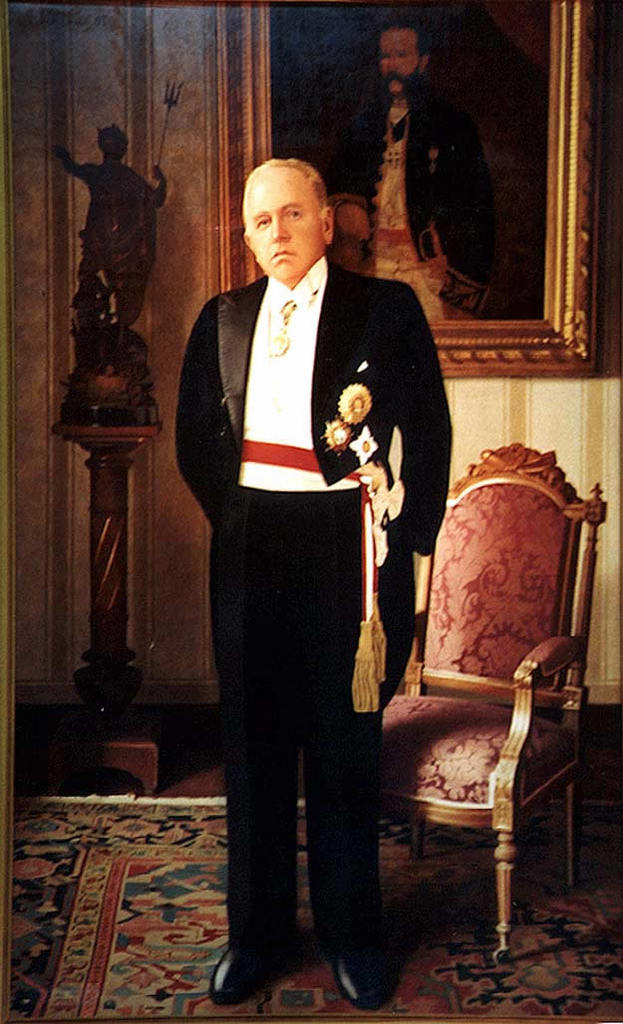
Историк и министр иностранных дел (1958—1960) Рауль Поррас Барренечеа

### Возвращение правых
В октябре 1948 года Бустаманте был свергнут в результате военного переворота. Генерал Мануэль Аполинарио Одрия стал временным президентом. Он начал борьбу с апристами, установил режим военной диктатуры и был избран президентом в 1950 году. Одрия ввёл программу общественных работ, жёсткую цензуру, запретил деятельность оппозиционных партий и распустил профсоюзы.

### Демократическое правление
В 1956 году из-за многочисленных протестов провели свободные выборы, на которых при поддержке апристов президентом снова был избран М. Прадо. Вскоре лидер апристов Айя де ла Торре после шести лет изгнания вернулся на родину. Профсоюзы были восстановлены, программа проведения общественных работ расширена. Увеличение правительственных расходов привело к инфляции. В 1959 году Педро Бельтран был назначен на пост премьер-министра и министра финансов. В течение трёх лет он стабилизировал положение в экономике.
На выборах 1962 года никто из претендентов не набрал необходимого количества голосов, поэтому, согласно конституции, члены избранного Конгресса должны были избрать президента. Чтобы не допустить Айю де ла Торре на пост вице-президента, а Одрию на пост президента, военные, которые поддерживали кандидатуру Фернандо Белаунде Терри, 18 июля 1962 года совершили государственный переворот. Попытка группы левых перуанцев (в основном получивших образование на Кубе) весной 1963 года вторгнуться в Перу с территории соседней Боливии при поддержке боливийских коммунистов окончилась неудачей: радикалы были разбиты на границе.
Чтобы не испортить авторитет Перу среди других стран, хунта обещала провести новые выборы, которые состоялись 19 июля 1963 года. На выборах победил Белаунде, набрав 39 % голосов. Его поддержали партия «Народное действие», христианские демократы и коммунисты. Конституционное правление было восстановлено и Белаунде вместе со своими сторонниками начал проводить новые реформы. Новые государственные программы привели к истощению бюджета и стремительной инфляции. С сентября 1967 года по октябрь 1968 года кабинет менялся 4 раза. Страна находилась в кризисе.

### Возобновление военного правления
3 октября 1968 года президент был смещён военными, а страну возглавил генерал Хуан Веласко Альварадо. Предлогом для переворота служил контракт президента Белаунде и американской компании «Интернешнал петролеум компани» (ИПК). Контракт был выгоден для американской стороны, но многие военные его не поддержали. Вскоре военные силы, которые пришли к власти, отменили контракт с ИПК, из-за чего отношения Перу с США ухудшились. Новое правительство начало проводить аграрную реформу и предпринимать радикальные меры, в результате чего в 1975 году произошли волны забастовок и бурных выступлений.
В результате бескровного военного переворота 29 августа 1975 года Веласко Альварадо оставил свой пост и должность президента занял генерал Франсиско Моралес Бермудес, который свернул проведение левых реформ. Однако новое правительство не справилось с экономическим кризисом, в результате которого страна приобрела большой государственный долг, инфляцию и безработицу.

### Возобновление гражданского правления

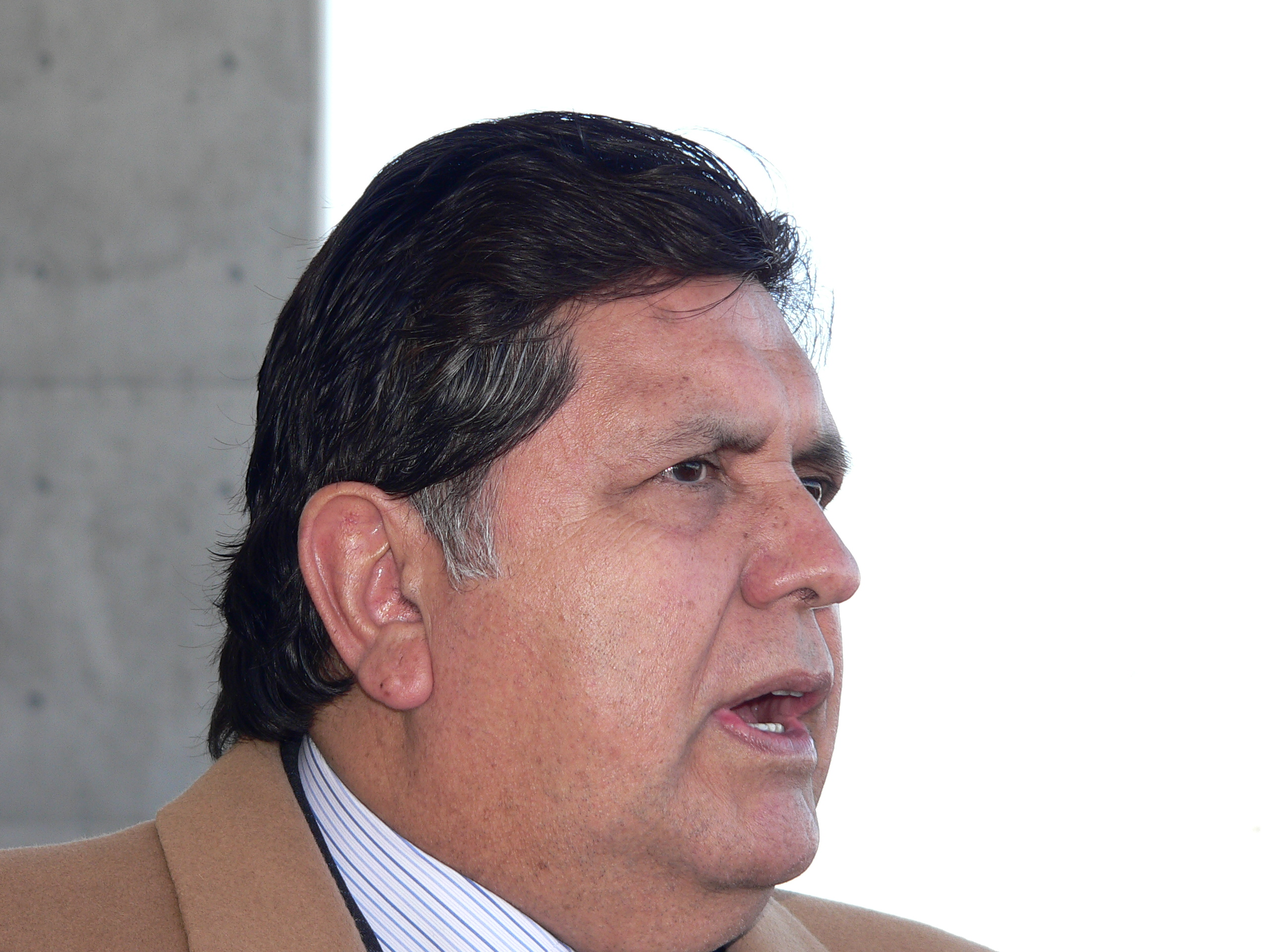
Алан Гарсия

Новую конституцию приняли в 1979 году, а в мае 1980 года провели выборы. К власти вновь пришёл Фернандо Белаунде Терри, который принял консервативную программу. Президент отменил многие реформы Веласко Альварадо, начал ряд крупномасштабных строительных проектов в зоне тропических дождевых лесов.
Экстремисты движения «Сендеро Луминосо» начали активные партизанские действия в горах. Из-за давления США Перу сократило плантации коки в стране, которая являлась главным доходом индейцев.
В 1981 году произошёл кратковременный пограничный конфликт между Перу и Эквадором (Война Пакиша).
1 января 1982 года — 31 декабря 1991 года должность генерального секретаря ООН занимает перуанский дипломат Перес де Куэльяр.
Страна находилась в периоде депрессии, и правительство остановило выплаты по иностранным долгам. Белаунде начал терять доверие населения. В 1985 году во время президентских выборов партия Белаунде («Народное действие») получила всего 5 % голосов. Новым президентом стал представитель АПРА Алан Гарсия. Он пытался остановить экономический спад. Для этого пришлось сократить импорт и ограничить суммы, которые правительство выделяло для погашения государственного долга. Незначительный успех был достигнут, но в 1987 году иностранные инвестиции в Перу практически перестали поступать в страну, а инфляция вновь увеличилась. Для устранения последней проблемы Гарсия национализировал частные банки и страховые компании, но в 1990 году уровень инфляции достиг 3000 % в год.

### Президентство Альберто Фухимори
В 1990 году состоялись президентские выборы, на которых победу одержал рассматривавшийся в качестве «тёмной лошадки» Альберто Фухимори, опередивший во втором туре всемирно известного перуанского писателя Марио Варгас Льоса. В 1992 году Фухимори распустил Конгресс, провёл волну арестов лидеров оппозиции. В августе 1992 года арестовали лидера движения «Сендеро Луминосо» Абимаэля Гусмана.
Проект Конституции был разработан Демократическим учредительным конгрессом, созванным президентом Фухимори во время Перуанского конституционного кризиса 1992 года, последовавшего за роспуском Конгресса. Новая Конституция Перу, значительно увеличившая полномочия президента, была принята на референдуме в октябре 1993 года.
26 января — 28 февраля 1995 года — локальный конфликт (война Альто-Сенепа) между Эквадором и Перу за контроль над спорным районом на границе двух стран.
В апреле 1995 года Фухимори вновь победил на президентских выборах, набрав 64,3% голосов в первом  туре и опередив бывшего генерального секретаря ООН Переса де Куэльяра. Экономическая политика Фухимори обеспечила рост экономики Перу в 1994 году на 12 %.
Террористы из Революционного движения имени Тупака Амару 17 декабря 1996 года захватили японское посольство с находившимися там пятью сотнями гостей. Заложники были освобождены 22 апреля 1997 года в результате штурма посольства спецназом.
Единственный соперник Фухимори на президентских выборах 2000 года Алехандро Толедо во втором туре, состоявшемся 28 мая, снял свою кандидатуру, мотивируя это тем, что перуанская судебная власть никак не реагирует на грубые нарушения избирательного процесса. Объявленный победителем Фухимори, опасаясь акций протеста, предложил пост премьер-министра представителю оппозиции Федерико Саласу.
29 октября произошло закончившееся неудачей восстание во главе с офицером Ольянта Умала против Фухимори.
Перед лицом надвигавшихся народных выступлений 13 ноября 2000 года Альберто Фухимори покинул страну. 17 ноября находившийся в Японии Фухимори заявил о своей отставке. Перуанский Конгресс не принял его добровольной отставки и отрешил его от должности. Временным президентом Конгресс утвердил Валентина Паниагуа, назначившего премьер-министром и министром иностранных дел Переса де Куэльяра.

## XXI век
На президентских выборах 2001 года победил либеральный экономист Алехандро Толедо, опередивший во втором туре экс-президента Алана Гарсия. Проводил неолиберальную экономическую политику. В 2005—2006 годах правительство возглавлял Педро Пабло Кучински.
На президентских выборах 2006 года победил глава левоцентристской Апристской партии Алан Гарсия. Его соперник во втором туре — кандидат альянса «Союз за Перу» Ольянта Умала.
В ноябре 2005 года намеревавшийся принять участие в президентских выборах экс-президент Фухимори прибыл в Чили, где был арестован. В сентябре 2007 года чилийские власти экстрадировали его в Перу, где он был осуждён на длительный срок заключения.
В 2010 году перуанский писатель Марио Варгас Льоса получил Нобелевскую премию по литературе.
5 июня 2011 года новым президентом был избран глава Перуанской националистической партии Ольянта Умала, опередивший во втором туре Кейко Фухимори, дочь бывшего президента Альберто Фухимори.
С конца 2015 года до лета 2016 года в Перу развернулось политическое противостояние между Кейко Фухимори, возглавляющей партию «Fuerza Popular», и бывшим премьер-министром Педро Пабло Кучински, лидером партии «Перуанцы за перемены». Победу на президентских выборах во втором туре с минимальным отрывом одержал Кучински, и 28 июля он вступил в должность президента Перу. Однако уже в марте 2018 года он был вынужден уйти в отставку под угрозой импичмента за досрочное помилование президента Фухимори. Президентом стал первый вице-президент Мартин Вискарра.
9 декабря 2018 года в Перу прошёл конституционный референдум, в ходе которого перуанцы проголосовали за изменения, касающиеся изменения порядка финансирования политических партий, за запрет депутатам парламента избираться на свой пост два раза подряд и за учреждение Национального совета юстиции. Вынесенное на референдум предложение о воссоздании двухпалатного парламента не получило поддержки избирателей.
В сентябре 2019 года конфликт по поводу назначения одного из судей Конституционного суда привёл к конституционному кризису. Президент Вискарра потребовал от парламента отказаться от назначения на этот пост спорного кандидата, угрожая в противном случае распустить Конгресс. Тем временем глава правительства Перу Сальвадор дель Солар вынес на голосование парламента вопрос о доверии правительству, однако депутаты отложили рассмотрение этого вопроса, занявшись вместо этого назначениями в Конституционный суд. 30 сентября 2019 года распустил Конгресс Перу и назначил нового председателя правительства. Им стал бывший министр юстиции Висенте Себальос. В свою очередь, распущенный президентом парламент признал Мартина Вискарру временно недееспособным и отстранил его от власти, назначив временно исполняющим обязанности президента вице-президента, бывшего председателя Совета министров Мерседес Араос. Конфликт между президентом и законодательной властью Перу привёл к многотысячным манифестациям в поддержку президента Мартина Вискарры, прошедшим во многих городах Перу. 1 октября Араос объявила о своей отставке, а Вискарра издал указ о досрочных парламентских выборах.
9 ноября 2020 года пленум конгресса Перу проголосовал за отстранение Мартина Вискарры от должности президента в связи с обвинениями его во взяточничестве на посту губернатора региона Мокегуа в 2011—2014 годах. После импичмента, согласно закону, пост президента занял спикер парламента Мануэль Артуро Мерино де Лама.

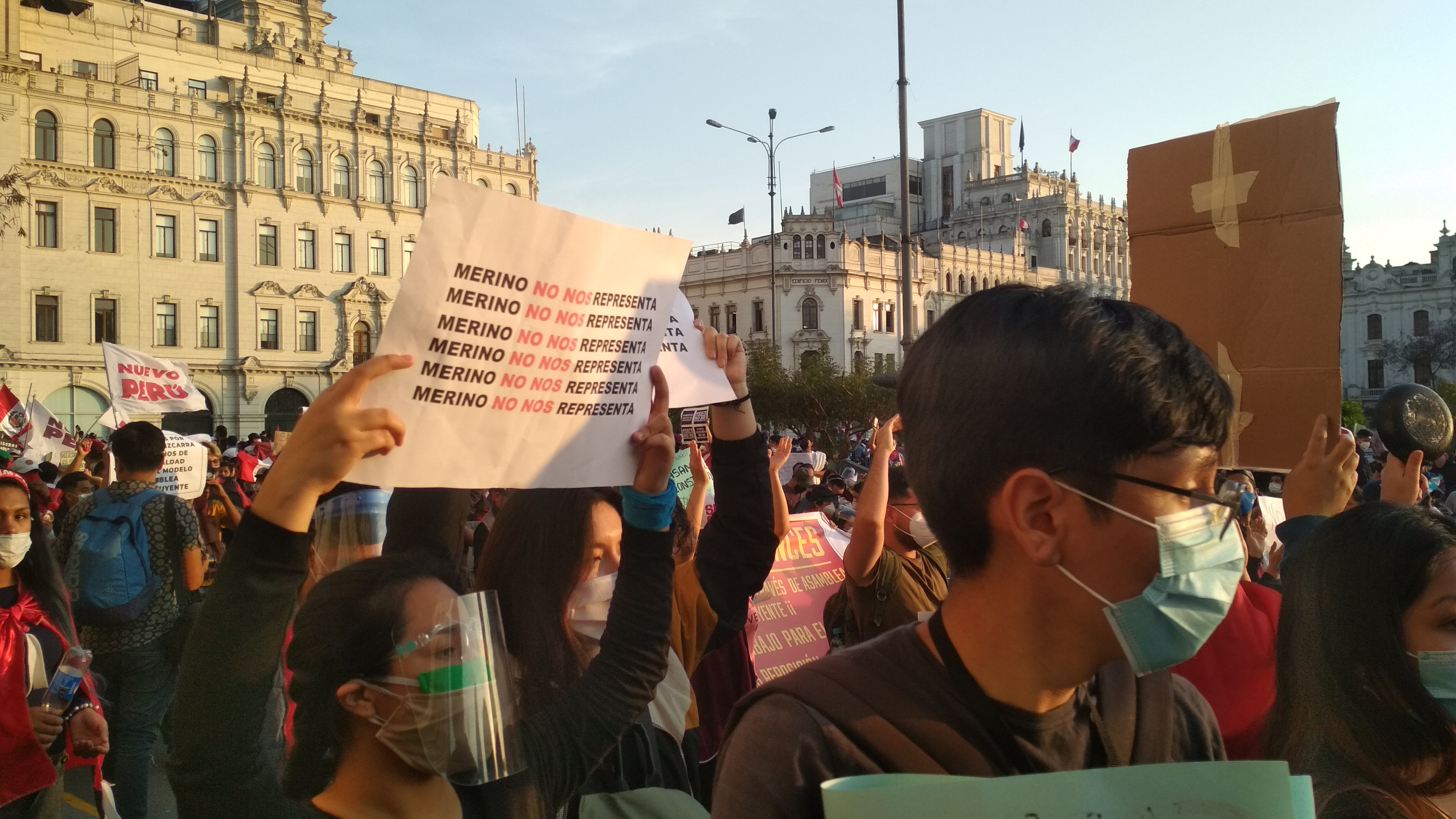
Демонстранты в Лиме протестуют против назначения президентом Мерино, 12 ноября 2020 года

В связи с назначением непопулярного Мерино по всей стране начались крупнейшие с начала 2000-х годов массовые протесты, в столкновениях с силовиками погибли участники протестов. 15 ноября 2020 года Мерино подал в отставку. 16 ноября 2020 года председателем Конгресса вместо Мерино был избран Франсиско Сагасти, а 17 ноября 2020 года Конгресс Перу проголосовал за наделение Франсиско Сагасти полномочиями временного президента страны, после чего он стал третьим за неделю главой государства в Перу. Его полномочия продлятся на период до следующих президентских выборов.
На выборах в июне 2021 года президентом был избран кандидатот левой партии «Свободное Перу» Педро Кастильо.
В результате экономической стагнации во время пандемии COVID-19 от 10 до 20 % перуанцев оказались за чертой бедности, что обратило вспять десятилетие сокращения бедности в стране и привело к тому, что уровень бедности составил 30,1 %. После глобальных экономических потрясений, вызванных введёнными Западом санкциями против России в связи с вторжением на Украину, начавшимся в феврале 2022 года, инфляция в Перу резко возросла. В результате 28 марта 2022 года начались массовые протесты, которые привели к объявлению чрезвычайного положения в стране на месяц и введению комендантского часа в Лиме.
7 декабря 2022 года президент Педро Кастильо объявил о роспуске Конгресса страны. В ответ Конгресс проголосовал за отстранение Кастильо от власти. В ходе попытки укрыться в посольстве Мексики он был арестован. Власть перешла к вице-президенту Дине Болуарте. За этим последовали массовые протесты с требованием её отставки и новых выборов.